# JAPAN BASE
JAPAN BASE（ジャパンベース）は、福岡県福岡市東区香椎浜ふ頭1丁目の香椎パークポート緑地内にある、日本ラグビーフットボール協会（JRFU）が所管するラグビーを中心とした練習施設。2022年12月から2023年4月までの仮称は「JRFU福岡トレーニングセンター」。

## 概要
元々この場所は、1999年に、当時の北九州コカ・コーラボトリング（後にコカ・コーラウエストジャパン→コカ・コーラウエスト→コカ・コーラボトラーズジャパン、以下単に「コカ・コーラ」と称する。）が福岡市から借り受け、西日本社会人ラグビーリーグ（当時は国内1部相当）に所属していたコカ・コーラのラグビー部（のちのコカ・コーラウェストレッドスパークス→コカ・コーラレッドスパークス）の練習会場として使用するために、「さわやかスポーツ広場」という名称で整備したグラウンドである。
天然芝のグラウンドやクラブハウスなどを兼ね備えており、レッドスパークスの活動拠点としてだけではなく、地元ジュニアチームや、女子チーム、ユースチームの活動の拠点としても利用されていた。
2021年4月30日、コカ・コーラが新リーグ（ジャパンラグビーリーグワン）への参入断念と、同年末でのコカ・コーラレッドスパークスの活動終了を発表した。これまで地域で利用されていたラグビーグラウンド施設が閉鎖され、福岡県ラグビーフットボール協会が存続の署名活動を行う などの事態となった。
2022年1月、JRFUがコカ・コーラに対して施設の譲渡を希望し、福岡市に対しても施設の継続使用を要請。調整の結果、9月30日にJRFUがトレーニングセンターとしての継続使用について、福岡市と合意した旨の発表が行われた。
2023年3月16日、正式名称を「JAPAN BASE」に決定し、同年5月に改築したクラブハウスなどと共に全面開業。ラグビー日本代表（男子・女子・ジュニア、15人制・7人制）の強化拠点事業と、ラグビーおよび他のスポーツの普及振興の一環として、地元のラグビースクールや学生・社会人チームの利用や各種大会の開催など、ホスピタリティサービス事業も展開する。2023年6月6日に開所式が行われた。
2023年9月10日、女子日本代表が女子フィジー代表と対戦。この地で初めてのテストマッチとなった。
2024年3月25日、大正製薬株式会社とプリンシパルパートナー契約を締結。

## 施設概要
約54,000平方メートルの敷地に天然芝グラウンド2面（メイングラウンド・サブグラウンド）と建物2棟が建つ。
「コミュニティセンター」はレッドスパークスのクラブハウスとして使用されていた建物で、最大100人収容の多目的ホールを備え、レッドスパークス時代から引き続いて地域との交流拠点として活用される。また、九州ラグビーフットボール協会の事務所が入居している（2023年3月18日に中央区舞鶴から移転）。
「クラブハウス」はコカ・コーラの研修施設として用いられていた建物で、食堂と49室・計87人収容の宿泊機能を有する。

## スポンサー
- 大正製薬 - プリンシパルパートナー（2024年3月25日 - ）[10]
- JAL（日本航空） - オフィシャルパートナー（2023年12月6日 - ）[12]
- ベネクス - オフィシャルパートナー：JAPAN BASEへのリカバリーウェア等の提供（2023年8月17日 - ）[13]
- ジャガー福岡中央 - オフィシャルパートナー：車両（DEFENDER）の提供（2023年9月10日 - ）[14]